# Teleliguria
Teleliguria è un canale televisivo privato nato nel 1975 diretto da Verdiano Vera.

## Storia
Teleliguria nasce nel febbraio 1975 a Camogli in Via XX settembre 38 come emittente via cavo per opera di Giovanni Battista Verdina presso la sede dell'allora Radio Camogli.
Nel 1976, la prima Telerapallo inizia a trasmettere sul Canale uhf 48 e prende il nome di Teleliguria, mettendo in ombra la prima Teleliguria di Camogli.
Nel 1977 Teleliguria viene acquistata da Alberto Monti che ne trasferisce la sede al porto turistico Riva di Rapallo.
Nel 1977 Alberto Monti amplia l'area di copertura di Teleliguria acquistando i Canali uhf 24, 25, 51 e 57.
Nel 1980 Teleliguria viene acquistata da Salvatore Cingari il quale ne potenzia il segnale unendo il canale uhf 30 fino a coprire l'intera Regione Liguria.
Nel 1986 Salvatore Cingari acquista anche Telegenova, e Teleliguria viene trascurata diventando un canale che replica le trasmissioni di Telegenova.
Nel 2004 Salvatore Cingari potenzia Teleliguria che diventa la prima televisione ligure a realizzare una completa copertura regionale con segnale digitale, in onda su proprie frequenze per 24 ore al giorno e in tutte le quattro province liguri.
Nel 2005, dopo la morte di Salvatore Cingari, Teleliguria viene acquistata da Raimondo Lagostena Bossi insieme a Telegenova.
Nel 2006 Teleliguria viene ulteriormente potenziata per produrre programmi su 5 canali diffusi su DDT e su 2 canali satellitari diventando così anche il multiplex regionale ligure del Gruppo Profit di Raimondo Lagostena Bossi.
Nel 2010 Teleliguria assorbe la maggior parte della produzione del Gruppo Profit e di Telegenova e viene dotata di un palinsesto di moderna concezione, che grazie al sodalizio con Maia di Verdiano Vera, viene dedicato alla musica, allo spettacolo, all'arte e alla cultura.
Nel 2012, a seguito del fallimento del Gruppo profit e di Telegenova, Teleliguria entra a far parte del circuito Bravo Produzioni Televisive che trasmette i contenuti sul canale 118 del DDT e ne affida la totale gestione a Verdiano Vera. La sede operativa di Teleliguria diventa lo Studio Maia di Genova. L'emittente viene riconosciuta anche con il nome di Teleliguria118, per via del canale 118 sul quale è visibile.
Nel 2016 il Gruppo Bravo Produzioni Televisive interrompe la propria attività e Teleliguria rimane a Verdiano Vera il quale, sviluppando il canale sul web, ne prosegue l'attività con una linea editoriale nuova.

## La linea editoriale
Teleliguria è una piattaforma di Broadcast VOD Freemium di diffusione e di produzione audiovisiva indipendente. I contenuti di Teleliguria riguardano la promozione del territorio, la cultura, la formazione, l'innovazione e la creatività.

## Sede operativa
Studio Maia (Genova)